# 福建行都指挥使司
福建行都指挥使司，明朝五个行都指挥使司之一。
洪武四年（1371年）正月在建宁府置建宁都卫。 洪武八年（1375年）十月改为福建行都指挥使司。东南距福建承宣布政使司驻地福州府五百二十五里，属于前军都督府。

## 下辖卫所
- 建宁左卫
- 建宁右卫
- 建阳卫 革
- 延平卫
- 邵武卫
- 汀州卫
- 将乐千户所

以下添设：
- 武平千户所
- 永安千户所
- 上杭千户所
- 浦城千户所